# Выборы в Европейский парламент в Словении (2014)
Выборы в Европейский парламент в Словении прошли 25 мая 2014 года. На выборах на основе пропорциональной избирательной системы избраны 8 депутатов из 763 депутатов Европарламента.
Словенская делегация была увеличена с 7 до 8 депутатов в результате подписания Лиссабонского договора в 2009 году.

## Избирательная система
Европейские выборы в Словении проходят по пропорциональной избирательной системы с расчётом по методу Д’Ондта. Избиратели могут голосовать как по партийным спискам, так и за отдельных кандидатов.
- Словенская демократическая партия — 999 643 голосов , 24,78 % , 3 места
- Новая Словения — 66 760 голосов, 16,6 % , 1 мест
- «Верю» − 41 225 голосов, 10,33 % , 1 мест
- Демократическая партия пенсионеров — 32 622 голосов, 8,12 % , 1 мест
- Социал-демократы − 32 884 голов, 8, 08 % , 1 мест
- Позитивная Словения − 26 649 голосов, 6,63 % , 1 мест